# 晋语
晉語是汉藏语系汉语族的一种语言。由于部分晋语方言和其他官話互通度高，因而傳統上被認定是官話一支。然而近年来随着调查的深入，晋语，尤其是吕梁片、并州片，被部分学者认为是汉语族下“獨立語言”。如果以不劃入官話為前提，若視漢語為語言，則晉語為其一级方言，下分數支二級方言。若視漢語為“漢語族”，視晉語為獨立語言者，則晉語下有數支晉語方言。晋語的地位跟官話、粤语、吳语、闽语、湘语、客语、贛语等相同，可被歸為獨立語言或漢語下的一級方言。
晉語也是聲調語言，這點跟漢語下的一眾語言相同。
截止1996年，晋语的使用者约为4500万左右（不含汾河片），以使用者人口排名位居世界第22名，在漢語中影响力僅次於官话、吴语、粤语和闽南语。至2007年，晋语的母语使用者人数增至6305万人，仍为世界100大语言之一。2021年，晉語母语使用人数降至4800萬左右。
晋语是山西、陕北、河套等地区的主要语言，现代晋语的使用者主要分布在中国大陆山西省、内蒙古中西部、陕西省北部、河北省西部、河南省北部等地区，以太原话为代表方言。晋语的命名来自于“山西省”，又被部分中国学者称为晋方言。
最早提出將晉語自官話中劃分出來者，為語言學家李榮，他所依據的標準是「山西省及其毗連地區有入聲的方言」。不過，也有部份學者對此提出異議。1987年出版的《中国语言地图集》裡首次列入晋语，2007年的国际认证 ISO 639-3 国际语种代号的编制中，国际标准化组织也把晋语列入，语言代码为：ISO 639-3 cjy 。

## 历史形成
晋语的起源至少可追溯至汉代，扬雄《方言》中所述的“赵、魏之西北方言”。现代晋语继承了大量上古秦晋语的词汇。
汉语方言学學者乔全生认为，晋语是中古汉语西北方音的直系后嗣，在夏漢詞書《番漢合時掌中珠》中，可以看出很多痕跡都與晉語都有切合。

## 分立爭議
由於部分晉語和其他官話溝通度高，傳統上一直被學界認定屬於官話。1980年代以後，有晉語區的語言學家依據晉語之語音特點，提出晉語從官話獨立，但尚有争议。

### 分立派
1. 1985李榮「官話方言的分區」《方言》
2. 1986侯精一「晉語的分區（稿）」
3. 1999___《現代晉語的研究》北京：商務印書館
4. 1997張振興「重讀『中國語言地圖集』」《方言》
5. 2003喬全生「晉語與官話非同步發展」
6. 2008___《晉方言語音史研究》北京：中華書局

### 反分立派
1. 1998丁邦新《丁邦新語言學論文集》北京：商務印書館
2. 1998王福堂《漢語方言語音的演變和層次》北京：語文研究

### 入聲性質的討論
1. 晉語保留入聲大多有明顯的喉塞音韻尾，並未弱化。
2. 晉語入聲韻類分合關係不同，多兩分。
3. 晉語入聲調類分合關係也不同，有41方言點入聲分陰陽。
4. 晉語無[-k]韻尾。
5. 晉語通攝合口一等與合口三等入聲字今讀音有別。

## 地域

### 分布
使用现代晋语的地区：
1. 山西省絕大部分地区。
2. 內蒙古中西部地区。
3. 河北、河南、陝西三省鄰接上述二地的地區。

包含在這個地區的城市有山西省大部分城市太原、大同（廣靈縣除外）、朔州、忻州、吕梁、晋中、阳泉、长治、晋城等，内蒙古呼和浩特、包头、乌兰察布、鄂尔多斯、巴彦淖尔等，以及河北張家口和邯郸县区、河南济源、新乡（部分县区）、焦作县区、安阳（部分县区），陕西榆林、延安等地。
临汾市区、運城属于中原官话汾河片，汾河片是否归属于晋语，目前存在争议。
晉語的使用人口總計約有4800萬人（2021年，不包含汾河片）。

## 分片
晉語可進而分為下面八支：
1. 片（方言）：分布在山西中部，包括太原、晋中以及吕梁東部平川地區。
2. 呂梁片（呂梁方言）：分布在山西省中部呂梁山區與陝西北部黄河沿岸部分地区，包括吕梁市西部、临汾市西北部五县、榆林市东南部等地区。其中又可分為以北部興縣、嵐縣為主的興嵐小片，以中部地區中阳、柳林、方山、临县、离石為主的离石小片和以南部以隰县、石樓、交口為主的隰州片小區。
3. 上黨片（上黨方言）：分布在山西省東南部太行山西麓地區，分为以长治为代表的长治小片和以晋城为代表的晋城小片[10]
4. 五臺片（忻州方言）：分布在山西北部、內蒙古中部、陕西北部，包括忻州、神木等市。
5. 邯新片（邯鄲-新鄉方言）：分布在河北南部與河南北部，包括邯郸、焦作、济源、安阳等。
6. 大包片（大同-包頭方言）：分布在山西北部、河北省西部與內蒙古西部和陕西北部，包括大同、包头、鄂尔多斯、榆林等市。
7. 張呼片（張家口-呼和浩特方言）：分布在河北省西北部與內蒙古中部部分地區，包括张家口、呼和浩特、乌兰察布等市。
8. 志延片（陕西省的志丹-延川方言），包括延安等市。

另有汾河片是否属于晋语，目前存在爭議。汾河片分布在山西省南部，包括臨汾、運城及河西的韓城、合陽、宜川，经常将其归为中原官话的一类。
太行山西麓地区的阳泉（除盂县，以平定为中心）和晋中东山地区（除榆社），即自阳泉郊区至晋中左权一带被合称为平辽小片，一般仅根据声调相似划给大包片，形成方言岛。但因其与大包片主要分布区相隔甚远，且没有证据表明两地之间有大规模的文化交流或人口迁徙，故仍有争议，有时会划给并州片。
北京延庆话是否属于晋语张呼片，目前也存在爭議：因该方言为晋语至北京官话的过渡，也有将该方言划归北京官话的呼声。

## 語音

### 声母
晋语的尖团音演变状况在各个地区很不一样。大致说来，东南部分地区区分尖团，中部（如平遥）能够区分一部分尖团音，北部（如河套）完全不能区分尖团音。整个晋语的尖团音现状堪称汉语尖团音发展过程的博物馆，清晰地见证了尖音与团音的各个发展时期。
晋语的全浊声母清化后的演化方式，按地区大致分五种：
1. 平仄都不送气：分布于并州片（除太原市區及太原以北以东）。
2. 平仄都送气：分布于吕梁片南部（隰州小片）、汾河片、志延片。
3. 平声与入声送气，上声与去声不送气：分布于吕梁片北部、五台片部分地区。这是第2种方式与第4种方式的过度类型（?）。
4. 仄送平收，即仄声送气而平声不送气：非常罕見，目前就知道襄汾有這種送气模式。
5. 平送仄收，即平声送气而仄声不送气：其他地区都是这种类型，这种类型是晋语全浊声母演化的主要方式。

晋语其他声母的特点：
1. 常母读擦音（[ʂ、s]）：分布于吕梁片、并州片、汾河片地区。其他地区字數都非常少，故不計入。
2. 崇母读擦音（[ʂ、s]），并州片、汾河片絳州小片地区。其他地区字數都非常少，故不計入。
3. 孃母独立，汾州地帶多讀[nz、ɳ]为独立声母并且字数较多，其他地区有少数字并入日母，不独立。
4. 微母独立读[v]分布于汾河片、吕梁南部（隰州小片）。
5. 古見、溪母開口二、四等字白讀聲母爲[tʂ、tʂʰ]，分布于汾河片部分地区与上党片部分地区。
6. 古匣、晓母開口二、等字白读声母为[x]，大部分晋语都有。
7. 古梗攝二等庄组舒聲字，白讀聲母爲翹舌，分布于汾河片、幷州片、吕梁片。
8. 特殊的腭化，除去尖團合流，在晉語中還有其他幾種特殊的腭化，有些地方透母細音腭化爲[tɕʰ]，有些地方來母配撮口呼腭化丟失聲母，有些地方來曉（匣）配撮口呼變爲蟹止合口三等文讀。
9. 擦化，上黨、邯新、大包、張呼、汾河片幾乎沒有，并州片常見；擦化後通常產生茲=雞=[tsɿ]這種現象，如汾陽、偏關、古交、太原北郊

晋语塞音声母很有特点：
1. 塞音声母ptk带有舌根擦音x。送气塞音声母p't'k'带有舌根擦音现象比较明显。（晋城话的入声没有喉塞韵，泽州话中的入声字不具有独立的调类调值，而随韵母的声调变化与非入声字区分）
2. 鼻音声母带有同部位的塞音声母，如拿/nda/、马/mba/、我/ŋgie/(岚县)

| 地點\字 | 咬    | 雔（仇） | 尝    | 水   | 煠（炸） | 碾        | 蟲     | 魚  | 鞋  | 我   | 西  | 惜   | 霧 | 浇    | 淚   | 影  |
| ------- | ----- | -------- | ----- | ---- | -------- | --------- | ------ | --- | --- | ---- | --- | ---- | -- | ----- | ---- | --- |
| 平遙    | ȵȡiɔ  | tʂʰəu    | suə   | suei | tsʌʔ     | ɳɑŋ       | tsuŋ   | ȵȡy | xæ  | ŋgiᴇ | sei | ɕiʌʔ | u  | tɕiɔ  | luei | i   |
| 汾陽    | ȵȡiau | tʂʰou    | tʂʰuɔ | ʂui  | tsɛʔ     | ɳɑŋ       | tʂʰuŋ  | ʮ   | xai | ŋgi  | sɿ  | ɕieʔ | v  | tɕiɯ  | lʮ   | ɿ   |
| 吳堡    | ȵȡio  | ʂɑo      | ʂɤu   | suɛe | tsʰɑʔ    | ʐie       | tsʰuəŋ | ȵȡy | xɑe | ŋgɤu | sɛe | siəʔ | u  | tɕiɤ  | luɛe | i   |
| 興縣    | ȵȡiɔu | tʂʰəu    | ʂɤ    | ɕy   | tsʰaʔ    | ʐẽn       | tsʰuəŋ | ȵȡy | xai | ŋgɤ  | ɕi  | ɕiəʔ | u  | tɕiɯu | ly   | i   |
| 長治    | iɔ    | tsʰəu    | tsʰɑŋ | suei | tsɑʔ     | iɑŋ(地名) | tsʰuŋ  | y   | ɕiɛ | uə   | ɕi  | ɕiəʔ | u  | tɕiɔ  | luei | iŋ  |
| 萬榮    | ȵiɑu  | tʂʰəu    | ʂɤ    | fu   | sɑ       | ȵiæ̃       | pfʰʌŋ  | ȵy  | xai | ŋɤ   | ɕi  | ɕi   | vu | tʂɑu  | y    | ȵiᴇ |
| 大同    | iɐo   | tʂʰəu    | tʂʰɒ  | ʂuɛe | tsa      | ȵiɛ       | tʂʰuəɣ | y   | ɕiɛ | vo   | ɕi  | ɕiəʔ | u  | tɕiɐo | lɛe  | iəɣ |

### 韵母
1. 古麻三開與麻二開、戈三合韻母相同（即有麻三），分布于汾河片全片、吕梁片中南部（離石小片、隰州小片）
2. 古豪韻白讀韻母爲/u/，分布于除邯新片外的所有晉語
3. 古见组咸山攝一等≠二等，主要分布于吕梁、幷州，五台片一部分地区也有
4. 曾一≠梗二，主要分布于吕梁、幷州、汾河，五台片一部分地区也有
5. 曾≠梗，主要分布于汾河片解州小片
6. 宕≠江，主要分布于汾河片解州小片，吕梁河西靠南（清涧一带）
7. 古止攝合口三等≠蟹攝合口三等，主要分布于汾河片解州小片。
8. 古泥组模韵读今读[əu]，分布于绝大多数晋语
9. 古蟹攝一等≠二等，分布于吕梁、幷州片
10. 古效攝一二等≠三四等，分布于吕梁、幷州片
11. 古止攝合口一等≠三等，主要分布于吕梁、幷州、汾河片。
12. 古咸山攝二等≠三四等，主要分布于吕梁、幷州、五台片部分地区。
13. 古来母鐸開读[lau4]，少见于邯新、汾河、上党片

| 地點／字 | 眼    | 攆   | 朋   | 棚   | 堡  | 最    | 醉    | 師  | 茄    | 揩     | 孩             | 鞋  | 寒  | 鹹  | 瞎   | 麥    | 墨    | 塞   |
| -------- | ----- | ---- | ---- | ---- | --- | ----- | ----- | --- | ----- | ------ | -------------- | --- | --- | --- | ---- | ----- | ----- | ---- |
| 太谷     | ȵȡiẽ  | ȵȡiẽ | pʰə̃  | pie  | pu  | tsuei | tɕy   | sɐ˞ | tɕie  | tɕʰiai | xai（按理xei） | xai | xẽ  | xã  | xaʔ  | mbiɛʔ | mbieʔ | ɕieʔ |
| 汾陽     | ȵȡiã  | ȵȡi  | pʰə̃  | pʰia | pʉ  | tʂui  | tsʮ   | sɿ  | tɕi   | tɕʰiai | xei            | xai | ɕi  | xã  | xaʔ  | mbiɛʔ | mbieʔ | ɕieʔ |
| 嵐縣     | ȵȡiɑŋ | ȵȡiẽ | pʰəŋ | pʰie | pu  | tsuei | tɕy   | sɿ  | tɕʰie | tɕʰiai | xei            | xai | xiẽ | xã  | xɑʔ  | mbiɑʔ | mbiəʔ | ɕiəʔ |
| 平魯     | ie    | ȵie  | pʰəɣ | pʰəɣ | pu  | tsuei | tsuei | sɿ  | tɕʰie | tɕʰie  | xai            | ɕie | xæ  | ɕie | ɕiaʔ | mai   | mai   | ɕiəʔ |
| 忻州     | ȵȡiɑ̃  | ȵȡiᴇ̃ | pʰəŋ | pʰiᴇ | pu  | tsuei | tsuei | sɿ  | tɕʰiᴇ | tɕʰiæᴇ | xæᴇ            | xæᴇ | xɑ̃  | xɑ̃  | xɑʔ  | mbiᴇʔ | mbiəʔ | ɕiəʔ |
| 新絳     | ȵiɑ̃   | ȵiɑ̃  | pʰəŋ | pʰie | pu  | tsuei | tɕy   | sɿ  | tɕʰia | kʰai   | xai            | xai | xɑ̃  | xɑ̃  | xa   | mei   | mei   | sei  |
| 陽泉     | iæ    | ȵiæ  | pʰəŋ | pʰəŋ | paɔ | tsuei | tsuei | sɿ  | tɕʰie | tɕʰie  | xæe            | ɕie | xæ  | ɕiæ | ɕiəʔ | mæe   | miəʔ  | ɕiəʔ |

### 声调
多數晉語有五个聲調（如晉城話、太原话等），部分地區有六個（如岚县话、临县话等）、七個或四個聲調，在最新的調查中發現壺關縣樹掌話擁有8个聲調（入聲三分）。
| 地點\调值    | 陰平 | 陽平 | 上聲     | 陰去 | 陽去 | 陰入    | 陽入   |
| ------------ | ---- | ---- | -------- | ---- | ---- | ------- | ------ |
| 平遙         | 13   | 13   | 53       | 35   | 35   | ʔ54     | ʔ35    |
| 太谷         | 22   | 22   | 323      | 45   | 45   | ʔ11     | ʔ434   |
| 太原         | 11   | 11   | 53       | 45   | 45   | ʔ2      | ʔ54    |
| 清徐（清源） | 11   | 11   | 53       | 35   | 35   | ʔ2      | ʔ54    |
| 榆次         | 11   | 11   | 53       | 35   | 35   | ʔ21     | ʔ54    |
| 汾陽         | 324  | 22   | 312      | 55   | 55   | ʔ2      | ʔ312   |
| 吳堡         | 213  | 33   | 412      | 53   | 53   | ʔ3      | ʔ213   |
| 興縣         | 324  | 55   | 312(324) | 53   | 53   | ʔ5(ʔ55) | ʔ312   |
| 嵐縣         | 214  | 44   | 312      | 53   | 53   | ʔ4      | ʔ312   |
| 長治         | 213  | 24   | 534      | 44   | 53   | ʔ21/54  | ʔ45/54 |
| 忻州         | 313  | 31   | 313      | 53   | 53   | ʔ2      | ʔ2     |
| 神木         | 213  | 44   | 213      | 53   | 53   | ʔ4      | ʔ4     |
| 五臺         | 224  | 33   | 312      | 53   | 53   | ʔ3      | ʔ312   |
| 萬榮         | 51   | 24   | 55       | 33   | 33   | 歸陰平  | 歸陽平 |
| 新绛         | 53   | 325  | 44       | 31   | 31   | 歸去聲  | 歸陽平 |
| 陽泉         | 312  | 44   | 53       | 24   | 24   | ʔ4      | ʔ4     |
| 朔州         | 312  | 334  | 312      | 53   | 53   | ʔ34     | ʔ34    |
| 大同         | 31   | 313  | 54       | 24   | 24   | ʔ32     | ʔ32    |
| 廣靈         | 53   | 31   | 55       | 213  | 213  | 歸陰平  | 歸陽平 |

#### 入声
晉語與多數官話的方言不同，大部分仍然保有韻尾的喉塞音，而這在漢語的南方諸口語中才比較常見。因此，晉語保有了韻尾帶有喉塞音的入聲。由於在官話方言中，江淮官話和西南官話（僅局部）仍有入聲，故或有認為晉語和西南官話、江淮官話，應採取相同的處理方法，同被歸作官話的幾種方言。
入声舒化现象：一些地区的部分入声韵喉塞尾有弱化和消失的现象，如在榆次、清徐、呼和浩特等地方言中，部分的aʔ，iaʔ，uaʔ，yaʔ等韵母，已经没有喉塞尾，但由于保留了特殊的主元音，所以并不与其他舒声韵相混。一些其他地区的方言也存在类似的现象，有人认为晋城话的入声没有喉塞音尾，而据《山西方言调查研究报告》，晋城话的入声有喉塞音。
在雁北晉語老派中，絕大多數清入读入声、全浊入归阳平、次浊入归去声；如麥讀賣，匿讀膩，歷讀利，月讀願等。同時也有一部分舒聲讀入；如都讀督，个讀圪，上讀式，死讀趿（səʔ），下读瞎，是讀趿（səʔ），去读七，处读出，瓜读刮，母读木，腐读福，话读忽，兄读肃，方读福，夫读福，父读福，唬读忽等。
| 阴平 |                                          |
| 阳平 | 盒蝶察折夺实薄凿着学直值食蚀帛席笛敌伏服 |
| 上声 | 抹索雀角                                 |
| 去声 | 辣裂热月越蜜落骆药墨匿麦脉益目木陆溢历   |

#### 连读变调
晉語的聲調有連讀變調現象，亦即字的聲調會根據它相鄰的字而變化。晉語連讀變調在各種漢語裡顯得特別的地方有：
- 變調的規則會根據相鄰的字的語法功能而不同。因此形容詞－名詞複合詞及動詞－賓語複合詞使用不同的變調規則。
- 當每個字單獨發音時，合併的聲調可能會在連讀變調時分化出來。

## 語法和辭彙
晉語使用前綴，譬如圪 /kəʔ/， 唿（忽） /xuəʔ/ 及嘿（黑）/xəʔ/， 𠯐（入、日）/ʐ(z)əʔ/，吥（不）/pəʔ/，來構成不同種類的派生詞。例如：𠯐（日）鬼（胡鬧、搞鬼）← 鬼；這些前綴多半沒有意義。

### 圪头词
晋语很有特点的一类词汇，因其都带有前缀“圪”，例如“圪崂”，“圪蛋”，故名圪头词。

### 合音词
部分地區有合音情況，比較常見的有以下幾個。例如：
嫊，媳婦之合音，主要見于吕梁片與汾河片
簡，少單用，常用于「簡婆」、「簡爺」中，意爲「外婆」、「外公」。根據晉南稱呼爲「舅舍爺」、「舅莊爺」等，疑此字爲「舅間」之合音。主要見于吕梁片與并州片。

### 分音词
晉語常把單音節字分割為兩個字，即分音词，從而產生新的詞語。例如：
/pəʔ ləŋ/ ← 蹦 /pəŋ/
/tʰəʔ luɤ/ ← 拖 /tʰuɤ/
/kuəʔ la/ ← 刮 /kua/
/xəʔ lɒ̃/ ← 巷 /xɒ̃/
(以上为太原话)
在其他中國方言，包括普通話中也有類似詞語（例如：窟窿 kūlong ← 孔 kǒng），只是這些詞語在晉語中更为常见。

### 指示代词
部分晉語方言（如平辽小片的昔阳话、和顺话等）有三種不同的指示詞（近指、中指、遠指），普通話只有「這個」及「那個」兩種。

### 特色用字
| 正寫   | 俗寫       | 解釋                                                                              |
| ------ | ---------- | --------------------------------------------------------------------------------- |
| 拋     | 炮、泡     | 直落，引申爲滾開；廣韵匹皃切。                                                    |
| 𩅠     | 諵、難     | 泥濘，陷入泥中。此字爲擴B區字，推薦寫作「湳」；集韵尼賺切。                       |
| 將     | 張、者     | 助詞，用在作謂語的動詞或形容詞之後,表示動作趨向的「來」、「去」之前；廣韵即良切。 |
| 女     | 奴、汝     | 女之白讀，常見有人寫「奴」。                                                      |
| 燣     | 藍、蘭     | 用微火炒；廣韵盧含切。                                                            |
| 攲     | 機         | 持箸取物；廣韵居宜切。                                                            |
| 寄     | 技         | 把東西藏起來；廣韵居義切。                                                        |
| 擡     | 臺         | 把東西藏起來(南邊)，萬能動詞(北邊)；廣韵徒哀切。                                  |
| 炕     | 渴、抗     | 渴。炕牀之字本作「匟」；廣韵苦浪切。                                              |
| 瑕     | 哈、罅     | 稍拉開(門)；廣韵胡加切。                                                          |
| 呵     | 呵         | 蒸、餾；廣韵虎何切。                                                              |
| 襾     | 牙         | 稍拉開(門)；《說文解字》“覆也。衣駕切。”。                                        |
| 𥽸     | 灓         | 混沌不清，常用來形容稀飯米多，顯稠；集韵龍卷切。                                  |
| 臠     | 脟         | (用手指)擰；廣韵力兖切。                                                          |
| 沙     | 廈         | 挑揀；廣韵所嫁切。                                                                |
| 研     | 年         | 硌；廣韵五堅切。                                                                  |
| 蹎     | 顛         | （疾）走，（快）跑；廣韵都年切。                                                  |
| 奓     | 炸         | 張，開，擴，例如「獅毛奓鬼」一詞 ；集韵徒管切。                                   |
| 㪥     | 渣         | 踩，另有「蹅」字晚出，疑从此引申 ；廣韵側加切，以指按也。                         |
| 搕𢶍   | 惡殺       | 垃圾，推薦寫作「搕颯」 ；廣韵烏合切，以手盍也又搕𢶍糞也。                         |
| 𪖥     | 擤、洗     | 鼻去涕；廣韵虚豈切。                                                              |
| 恘     | 丘、秋     | 歪、轉、掉（過），另有分音說法刻[kʰəʔ]流①[liəu]；廣韵去秋切，戾也。               |
| 惜     | 吸、襲     | 用于「惜人」；廣韵思積切。                                                        |
| 揩     | 汧         | 揩摨摩拭；廣韵口皆切。                                                            |
| 耕     | 加、接     | 犂也；廣韵古莖切。                                                                |
| 苶、獃 | 捏、鑷     | 傻，此二字皆音韵不符，難證；廣韵奴結切、奴協切，五來切。                          |
| 舁     | 余         | 擡，舉；廣韵以諸切。                                                              |
| 豚、𡱂 | 㞘、𡰪、䐁 | 屁股，（動物的）尾巴；玉篇都谷切。                                                |
| 𧰵     | 厾         | （用筆、指頭等輕點）輕擊；唐韻冬毒切。                                            |
| 寐     | 迷         | 無精打采，常用于「寐糊」；廣韵彌二切。                                            |
| 𢜶     | 掃、哨     | 常用于「性𢜶」，「涼𢜶」；集韵先到切，快性也。                                    |
| 燒     | 少         | 霞，出霞；廣韵失照切。                                                            |
| 扔     | 耳         | 白讀音；廣韵如乗切、而證切。                                                      |
| 摱     | 瞞、饅     | 投擲、扔；集韵模元切，引也。                                                      |
| 野     | 也         | 遺失，不同于撂，無意；廣韵羊者切。                                                |
| 憨     | 涎、頜     | 用于「憨水」，此字韓城、河津讀後鼻音亦可證明；廣韵呼談切。                        |
| 澥     | 害、解     | 加水使糊状物或胶状物变稀，攪拌；廣韵胡買切。                                      |
| 去     | 刻、克     | 動詞；廣韵羌舉切。                                                                |
| 及     | 圪         | 趨向補語標記；廣韵其立切。                                                        |
| 砑     | 壓、軋     | 碾；廣韵吾駕切。                                                                  |
| 剛     | 將         | 讀音特殊，有介音；廣韵古郎切。                                                    |
| 今     | 眞         | 讀音特殊，顎化；廣韵居吟切。                                                      |
| 志     | 至、置     | 稱；廣韵職吏切。                                                                  |
| 灺     | 熄、謝     | 熄滅（燈燭）；廣韵徐野切。                                                        |
| 蔔     | 貝         | 文讀，用于「蘿蔔」；廣韵蒲北切。                                                  |
| 饋     | 貢、供     | 用于「饋獻」；廣韵求位切，餉也。                                                  |
| 抳     | 尼         | 壓碎，磨；集韵女夷切，硏也。                                                      |

### 詞彙差異
| 地點／詞匯   | 玉米         | 高粱     | 外公       | 外婆        | 月亮         | 馬鈴薯         | 頭          | 老鼠                        | 鼻涕       | 藕         |
| ------------ | ------------ | -------- | ---------- | ----------- | ------------ | -------------- | ----------- | --------------------------- | ---------- | ---------- |
| 大同         | 玉茭子       | 茭子     | 姥爺       | 姥姥        | 月亮/月兒爺  | 山藥           | 腦袋        | 耗子                        | 濃帶       | 蓮菜       |
| 平遙         | 玉茭         | 䵚黍     | 簡爺       | 擺擺        | 月明爺       | 山藥蛋         | 的老        | 咕兒                        | 鼻涕       | 藕根       |
| 太谷         | 玉茭子       | 茭子     | 外爺       | 婆婆        | 月明(爺)     | 山藥蛋         | 的老        | 老鼠                        | 鼻涕       | 藕根       |
| 太原         | 玉茭子       | 茭子     | 姥爺       | 姥姥／姥孃  | 月明（爺）   | 山藥蛋         | 的腦        | 老鼠                        | 鼻子       | 藕根／蓮菜 |
| 清徐（清源） | 玉茭子       | 茭（子） | 外爺       | 婆婆        | 月明（爺）   | 山藥蛋         | 的老        | （毛）咕兒                  | 鼻涕       | 藕根       |
| 汾陽         | 玉䵚黍       | 䵚黍     | 簡爺／簡兒 | 婆婆        | 月亮         | 山藥蛋兒       | 的腦        | （毛）咕兒                  | 鼻涕       | 藕根       |
| 吳堡         | 玉䵚黍       | 䵚黍     | 簡爺       | 簡婆        | 月明         | 山蔓兒／山藥   | 腦②         | 老鼠                        | 鼻子       | 蓮菜       |
| 臨縣         | 玉䵚黍       | 䵚黍     | 簡兒       | 簡婆／婆婆  | 月明         | 山藥           | 腦②         | 圪旯④家／咕兒（家）／爲家家 | 鼻涕       | 蓮菜       |
| 嵐縣         | 玉䵚黍       | 䵚黍     | 簡爺       | 簡婆        | 月明         | 山藥           | 腦②         | 老鼠                        | 鼻涕       | 蓮菜       |
| 長治         | 玉茭         | 茭子     | 姥爺       | 姥姥        | 月明兒       | 地瓜蛋兒       | 得老        | 老耗子                      | 鼻涕       | 蓮菜       |
| 忻州         | 玉茭子       | 茭子     | 姥爺       | 姥孃        | 月明／月爺爺 | 山藥（蛋）     | 的（təʔ）老 | 咕兒／耗子                  | 沫涕／濃帶 | 藕根       |
| 神木         | 金䵚黍兒     | 䵚黍     | 簡爺       | 簡婆        | 月兒         | 山蔓菁兒／山藥 | 腦②／的老   | 老鼠                        | 鼻子       | 蓮菜       |
| 靜樂         | 玉茭子       | 䵚黍     | 簡爺       | 簡婆        | 月明／月亮   | 山藥           | 腦②／的老   | 老鼠                        | 沫涕       | 蓮菜       |
| 萬榮         | 玉䵚黍／玉米 | 䵚黍     | 舅舍爺     | 舅舍孃      | 月爺         | 洋芋（子）     | 得腦／登腦  | 老鼠                        | 鼻子／鼻涕 | 蓮菜       |
| 新绛         | 玉䵚黍       | 䵚黍     | 舅舍爺     | 舅舍孃      | 月兒（爺）   | 山藥蛋         | 等腦        | 老鼠                        | 鼻涕       | 藕         |
| 昔阳         | 玉茭         | 高粱     | 姥爺       | 姥孃        | 月兒         | 山藥           | 得腦        | 老鼠                        | 鼻涕       | 藕         |
| 和順         | 玉茭         | 茭       | 姥爺       | 姥孃        | 月兒         | 山藥           | 得腦        | 老鼠                        | 鼻兒       | 藕         |
| 晉城         | 玉茭         | 茭蕎     | 姥爺       | 姥姥        | 月明／月亮   | 地豆兒         | 圪腦        | 老鼠                        | 鼻涕       | 藕／蓮菜   |
| 廣靈         | 玉黍棒兒     | 高粱     | 姥爺       | 姥姥/外祖母 | 月亮爺       | 山藥（讀要）   | 腦袋        | 耗子                        | 濃帶       | 藕根       |

①阴平、②阳平、③上声、④阴去、⑤阳去，一般晋语不分阴阳去，如「圪旯」的「旯」是分音，无法探究其是阴是阳，要根據分音前的字來分析。
大部分地區「鼻涕」中「鼻」的讀音同「不」，而非一般「鼻子」的「鼻」。
「頭」中寫作「得」的一律有介音，忻州[təʔ]音節只用于təʔ老，一般情況「的」讀[tiəʔ]

## 書目
- 1936羅常培《唐五代西北方音》上海：商務印書館
- 1998王福堂《漢語方言語音的演變層次》北京；語文出版社
- 2002侯精一《现代汉语方言概论》北京 上海教育出版社ISBN 7-5320-8084-6
- 2006侯精一《现代晋语研究》北京：商务印书馆 ISBN 7-1000-2562-1
- 2008喬全生《晉方言語音史研究》北京：中華書局
- 2011趙傑《絲綢之路語言研究》烏魯木齊：新疆人民出版社

## 相關古籍
- [明末]傅山《霜紅龕集》
- [清]賈存仁《等韻精要》
- [清]祁寯藻《馬首農言》
- [清]佚名《新刊校正方言應用雜字》
- 1992劉文炳《徐溝語言志》

## 外部連結
- 漢字古今音資料庫：查詢晉語各方言單字發音（現代>晉語）